# Postcodebeleid
Met het postcodebeleid wordt meestal het toelatingsbeleid van Nederlandse basisscholen bedoeld. Het beleid houdt in dat scholen alleen leerlingen toelaten die afkomstig zijn uit een bepaald aantal postcodegebieden in de omgeving van de school.

## Ontstaan
Verschillende scholen worden verschillend beoordeeld. Scholen die als beste worden beoordeeld zullen veel aanmeldingen krijgen. Deze "goede" scholen kunnen soms het aantal aanmeldingen niet allemaal direct plaatsen, waardoor zij leerlingen moeten afwijzen of op de wachtlijst moeten plaatsen. Als scholen kinderen uit de omgeving als eerste op de wachtlijstplaatsen, is er sprake van postcodebeleid. Op de achtergrond hiervan speelt vaak het bestaan van zogenaamde witte en zwarte scholen.

## Omstreden

### Tegenstanders
Het postcodebeleid kan voor kinderen lastig zijn. Op internetfora en ook door politieke partijen, is geklaagd over de scholen die dit postcodebeleid hanteren.
Het postcodebeleid wordt ook bekritiseerd omdat het de vrijheid van schoolkeuze van ouders beperkt.

### Voorstanders
Voormalig Amsterdams wethouder van Onderwijs Ahmed Aboutaleb wilde met het postcodebeleid de segregatie van scholen, ofwel het ontstaan van zwarte en witte tegengaan. Door de schoolkeuze van ouders te beperken tot de scholen in bepaalde postcodegebieden (nog altijd tien of meer basisscholen) wordt in zijn optiek voorkomen dat alleen de kinderen van goed opgeleide ouders "wegvluchten". Hiermee wordt voorkomen dat zelfs in sociaal gemêleerde buurten toch achterstandsscholen ontstaan.
Ook wijzen sommigen er op dat door het postcodebeleid voorkomen kan worden dat men op de ene plaats schoolgebouwen moet afbreken en op een andere plaats juist moet bijbouwen, terwijl de kinderen dan in feite nodeloos heen-en-weer reizen.

## Wetten, regels en beleid
Het schoolbestuur beslist of zij een kind toelaten. Schoolbesturen van bijzondere scholen mogen een kind weigeren als ouders de godsdienstige of levensbeschouwelijke richting van de school niet erkennen. Ze mogen een kind echter weer niet weigeren als er binnen redelijke afstand van de school geen openbare school is.
Het bevoegd gezag, zijnde het college van de gemeente, van een openbare basisschool kan het grondgebied van de gemeente indelen in schoolwijken. Dit bevordert een goede spreiding van de leerlingen over de openbare scholen in de gemeente. Soms gebeurt dit in de vorm van een indeling en toelating naar postcodes. Dit betekent dan dat ouders hun kind alleen in kunnen schrijven voor de scholen in een bepaalde wijk.
Als ouders schriftelijk bezwaar maken tegen weigering van hun kind op basis van de indeling in schoolwijken dan moet een openbare school het kind toch toelaten. Bijzondere scholen daarentegen, mogen ook bij schriftelijke bezwaren aan het zogenaamde "schoolwijkenbeleid" vasthouden.
Onderscheid maken op grond van postcodegebieden, ook wel postcodediscriminatie genoemd, is wel verboden bij het aanbieden van goederen en diensten. De praktijk waarbij sommige bedrijven, doorgaans postorderbedrijven, andere tarieven vragen of bepaalde kredietfaciliteiten niet aanbieden enkel op basis van de postcode van de potentiële klant, is door de rechter verboden met een beroep op de Algemene wet gelijke behandeling.

## Vergelijkbaar beleid
- In het Voortgezet Onderwijs in Amstelland wordt een vergelijkbaar beleid gevoerd onder de naam Kernprocedure Amstelland.
- In Frankrijk wordt een vergelijkbaar beleid gevoerd onder de naam Carte scolaire.

## Andere sectoren
Het postcodebeleid wordt ook in andere sectoren toegepast. Zo worden bijvoorbeeld parkeervergunningen gedeeltelijk verleend aan buurtbewoners, op basis van postcodes. Ook zijn er pizzakoeriers en postbedrijven die in bepaalde onveilig geachte buurten niet willen bezorgen. Verder zijn er GSM-providers, verzekeringsmaatschappijen en hypotheekverstrekkers die rekening houden met de postcode van de klant.